# Euronext Lisboa
Euronext Lisboa es la principal bolsa de valores de Portugal, perteneciente al grupo Euronext. Anteriormente era conocida como Bolsa de Valores de Lisboa y Oporto.